# 医療創生大学
医療創生大学（いりょうそうせいだいがく、英語: Iryo Sosei University）は、福島県いわき市中央台飯野5-5-1に本部を置く日本の私立大学。1923年創立、1987年大学設置。大学の略称はISU。

## 沿革

### いわき明星大学時代
- 1987年 - いわき明星大学（いわきめいせいだいがく）として開学。理工学部（基礎理学科、物性学科、電子工学科、機械工学科）、人文学部（日本文学科、英米文学科、社会学科）を設置。
- 1992年 - 大学院理工学研究科（物質理学専攻、物理工学専攻）、人文学研究科（日本文学専攻、社会学専攻）の修士課程を開設
- 1994年 - 大学院理工学研究科（物質理工学専攻）、人文学研究科（日本文学専攻）の博士課程を開設。
- 1995年 - 大学院人文学研究科に英米文学専攻修士課程を開設。
- 2001年 - 理工学部に環境理学科、人文学部に言語文化学科、心理学科を増設。電子工学科を電子情報学科に、社会学科を現代社会学科に改称。
- 2005年 - 理工学部を科学技術学部（電子情報学科、システムデザイン工学科、生命環境学科）に改組。人文学部は各学科を表現文化学科、現代社会学科、心理学科に改組、大学院には臨床心理学専攻修士課程を開設。
- 2007年 - 薬学部（薬学科）（6年制）を設置。
- 2008年 - セブンイレブンサテライト店が厚生館1階に出店。(2019年に閉店、無人ミニコンビニに移行[1])
- 2010年 - 科学技術学部の3学科を統合し、4コース制の科学技術学科に改組。
- 2015年 - 人文学部を改組し教養学部（地域教養学科）を設置。科学技術学部を学生募集停止。
- 2016年 - 兄弟大学である明星大学と法人分離し、設置者が学校法人いわき明星大学となる。
- 2017年 - 看護学部を設置。

### 医療創生大学時代
- 2019年 - 医療創生大学に名称を変更。健康医療科学部を設置。教養学部を学生募集停止。学校法人葵会学園を吸収し、学校法人医療創生大学に統合[2]。留学生別科を開設。
- 2020年 - 心理学部を設置。理工学研究科の学生募集を募集停止し、生命理工学研究科修士課程・博士後期課程を開設
- 2021年
  - 4月 - 葵会柏看護専門学校を改組し、国際看護学部を設置。千葉県柏市に柏キャンパスを開校させる[3][4]。
  - 12月 - 柏キャンパスに看護キャリア教育研究センターを設置。
- 2024年
  - 4月 - 高まる社会ニーズに応えて、歯科衛生士養成課程である「医療創生大学歯科衛生専門学校」を柏キャンパスに開設予定。昼間部及び夜間部の２課程（どちらも男女共学）から構成され、看護学部や柏たなか病院のあるキャンパス敷地に専用の校舎が整備される[5]。
- 2026年
  - 4月 -看護学部看護学科、健康医療科学部作業療法学科、理学療法学科、心理学部臨床心理学科を1つの総合医療学部へと統合予定。薬学部薬学科は募集停止予定[6]。

## 組織

### 学部
- 薬学部（2026年4月学生募集停止予定）
  - 薬学科
- 看護学部（2026年4月学生募集停止予定）
  - 看護学科
- 健康医療科学部（2026年4月学生募集停止予定）
  - 作業療法学科
  - 理学療法学科
- 心理学部（2026年4月学生募集停止予定）
  - 臨床心理学科
- 総合医療学部（2026年4月設置予定）
  - 看護学科
  - 作業療法学科
  - 理学療法学科
  - 臨床心理学科
- 国際看護学部（柏キャンパス）
  - 看護学科

### 大学院
- 人文学研究科
  - 臨床心理学専攻（修士課程のみ）
- 生命理工学研究科
  - 生命理工学専攻（博士後期課程・修士課程）

### 別科
- 留学生別科

### 専門学校
- 医療創生大学歯科衛生専門学校（歯科衛生士養成所）

#### 学生募集を停止した組織

##### 学部
- 科学技術学部（2015年4月学生募集停止）
  - 科学技術学科
- 人文学部（2015年4月教養学部地域教養学科に改組）
  - 表現文化学科
  - 現代社会学科
- 教養学部（2015年設置、2018年4月学生募集停止）
  - 地域教養学科

##### 大学院
- 人文学研究科
  - 日本文学専攻（2020年募集停止）
  - 英米文学専攻（修士課程）（2020年学生募集停止）
  - 社会学専攻（修士課程）（2020年学生募集停止）
- 理工学研究科（2020年4月学生募集停止）
  - 物質理学専攻（修士課程）
  - 物理工学専攻（修士課程）
  - 物質理工学専攻（博士課程）

## 図書館
図書館はキャンパス内にあり、同大学関係者に限らず一般利用者にも広く公開されている。2007年、学習センターの完成に併い大幅にリニューアルされた。
館の建物は、地上3階、地下1階建てで、隣接する学習センターと1階・2階・3階の各フロアとも床続きで一体化している。閲覧席は図書館と学習センターと併せて400席を超える。図書館、学習センター共に、館内は無線LANの環境が整っており、備え付けのデスクトップPCのほか、1階カウンターで貸出をしているノートPCでもネットワークを使用できる。開架には、各学科の専門書を中心として約7万冊の資料が配架されており、その他、書庫の中に約16万冊の資料が所蔵されている。
また、学習センターは学生のラーニング・コモンズとしての機能を持ち、1階はカフェを併設した寛ぎのスペースとして、2階はGroupデスクやMyデスク、学習サポーターがいるカウンターなど、3階はサイレント・フロアーとして、利用ニーズごとに空間が分けられている。
- 開館時間
  - 月-金　8:45-20:00
  - 土　8:45-15:00
- 休館日
  - 日曜日、祝日、国民の休日
  - 明星学苑創立記念日（5月20日）
  - 年末年始・お盆・ゴールデンウィーク
- 利用情報
  - 館内利用：不問（但し小学生以下は保護者など同伴のこと）
  - 資料貸出：大学関係者（学生、教員ほか）、いわき市在住・在勤・在学者
  - 見学：随時受付（団体の場合は事前に連絡が必要）

## キャンパス

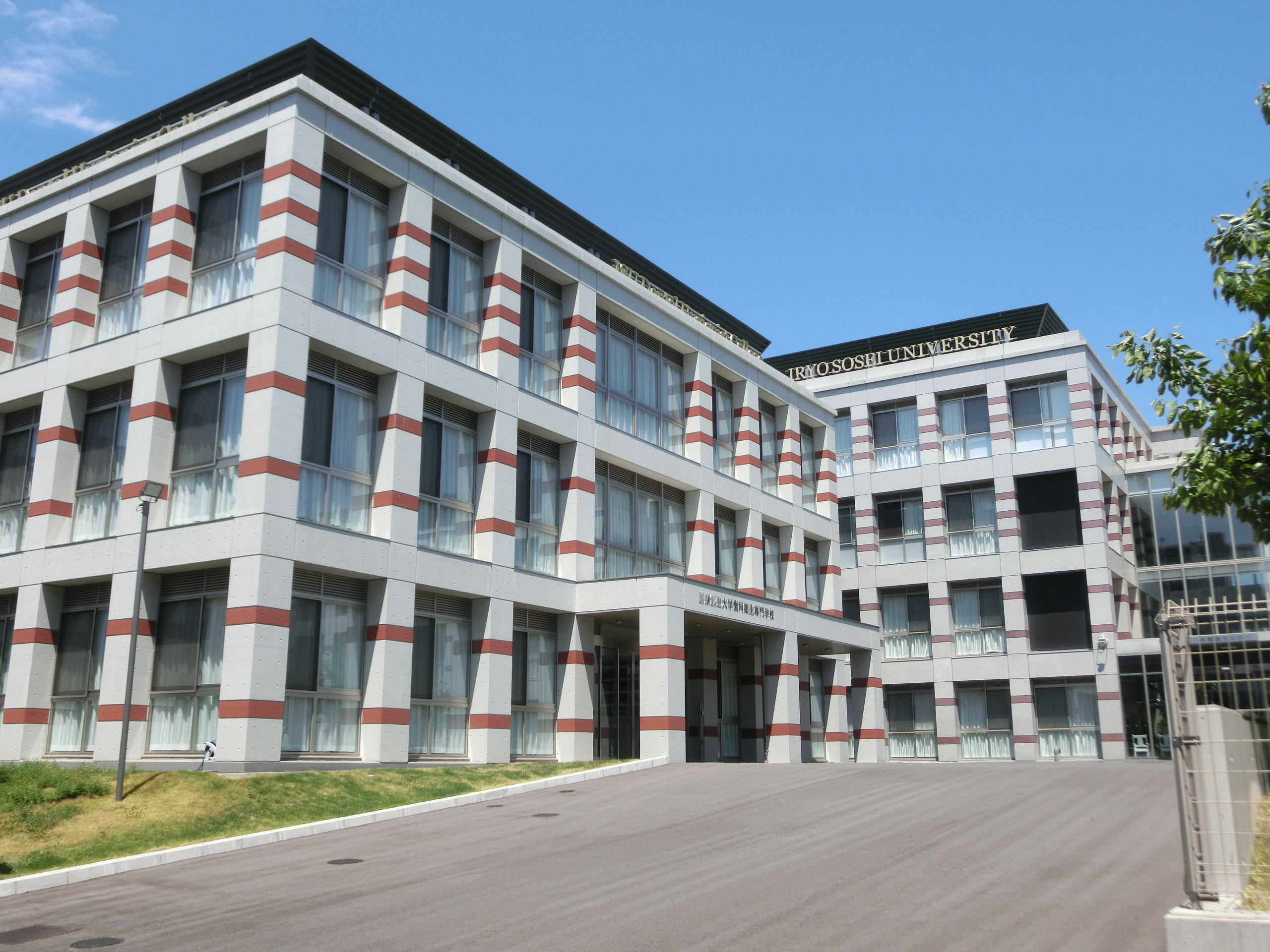
柏キャンパス

### いわきキャンパス
- 所在地：〒970-8551 福島県いわき市中央台飯野5-5-1
  - いわき駅からバスで約20分
- 学部：薬学部、看護学部、健康医療科学部、心理学部

### 柏キャンパス
- 所在地：〒277-0803 千葉県柏市小青田1-3-4
  - つくばエクスプレス柏たなか駅から徒歩5分
- 学部：国際看護学部
- 専門学校千葉・柏リハビリテーション学院
- 医療創生大学歯科衛生専門学校（2024年開設）

## 兄弟校（連携校）
- 明星大学
- 千葉・柏リハビリテーション学院
- 葵会仙台看護専門学校

## 大学関係者と組織

### 大学関係者一覧
- 医療創生大学の人物一覧

## 交通アクセス
いわきキャンパス
- JRいわき駅より
  - バス：6番乗り場より、路線バス（新常磐交通）にて約20分
    - 「医療創生大学」下車
    - 「中央台北中」下車（徒歩約4分）

  - タクシー：JRいわき駅前より、約15分
- 高速バス
  - 東京駅八重洲南口→いわき駅
  - 郡山駅→いわき駅
  - 仙台駅東口→いわき中央I.C.
- 自動車
  - 常磐自動車道いわき中央I.C.

柏キャンパス
〒277-0803 千葉県柏市小青田1-3-4
- つくばエクスプレス柏たなか駅より徒歩約5分